# Päpstlicher Rat für die Familie
Der ehemalige Päpstliche Rat für die Familie (lateinisch Pontificium Consilium pro Familia) wurde durch Johannes Paul II. am 9. Mai 1981 mit dem Motu Proprio Familia a Deo Instituta errichtet. Er löste damit das bereits 1973 von Paul VI. errichtete Päpstliche Komitee für die Familie ab. Am 22. Oktober 2015 kündigte Papst Franziskus an, dass er im Rahmen der Kurienreform ein neues Dikasterium für Laien, Familie und Leben eingerichtet werde, in dem der Päpstliche Rat für die Familie aufgehen werde. Durch das Motu proprio Sedula Mater vom 17. August 2016 wurde dieses Dikasterium neu gegründet. In ihm ging der Päpstliche Rat für die Familie zum 1. September 2016 auf.

## Aufgabe
Der Rat förderte und koordinierte die Familienpastoral, schützte die Rechte und die Würde der Familien sowohl innerhalb der Kurie, als auch nach außen, im Dialog mit staatlichen Stellen.

## Präsidenten
- Komitee für die Familie:
  - 1973–1976: Maurice Roy
  - 1976–1981: Opilio Rossi

- Rat für die Familie:
  - 1981: Opilio Rossi
  - 1981–1983: James Robert Knox
  - 1983–1990: Édouard Gagnon PSS
  - 1990–2008: Alfonso López Trujillo
  - 2008–2012: Ennio Antonelli
  - 2012–2016: Vincenzo Paglia